# La Ròcabrussana
La Ròcabrussana (en francès La Roquebrussanne) és un municipi francès situat al departament del Var i a la regió de Provença – Alps – Costa Blava.

## Demografia
| 1962                                       | 1968 | 1975 | 1982 | 1990  | 1999  | 2006  |
| ------------------------------------------ | ---- | ---- | ---- | ----- | ----- | ----- |
| 638                                        | 710  | 662  | 809  | 1.235 | 1.672 | 2.061 |
| Des de 1962: població sense dobles comptes |      |      |      |       |       |       |

## Administració
| Període   | Identitat          | Partit |
| --------- | ------------------ | ------ |
| 2001-2008 | Jean-Paul Caporali |        |
| 2008-     | Michel Gros        |        |